# Lohn (Schaffhausen)
Lohn es una comuna suiza del cantón de Schaffhausen. Limita al norte y al este con la comuna de Thayngen, al sur con Stetten, y al oeste con Büttenhardt.